# Бегунє-на-Горенськем
Бегунє-на-Горенськем (словен. Begunje na Gorenjskem) — поселення в общині Радовліца, Горенський регіон, Словенія.

## Населення
За переписом 2011 року Бегунє-на-Горенськем мала 988 жителів.
| Населення за роками | Населення за роками | Населення за роками |
| ------------------- | ------------------- | ------------------- |
| 1991                | 2002                | 2011                |
| 930                 | 975                 | 988                 |

## Сучасність
У поселенні розташованна штаб-квартира компанії Elan Line.
У Бегунє-на-Горенськем є ресторан Pri Yozovtsu, де подають місцеві словенські страви. Рестораном керують брати Авсеники.

## Географія
Висота над рівнем моря: 577 м.

## Клімат
Клімат бореальний. Найтепліший місяць серпень температура +26°C, а найхолодніший грудень 0°C.

## Історія
До територіальної реорганізаці поселення входило до старого муніципалітету Радовліца.

### Замки

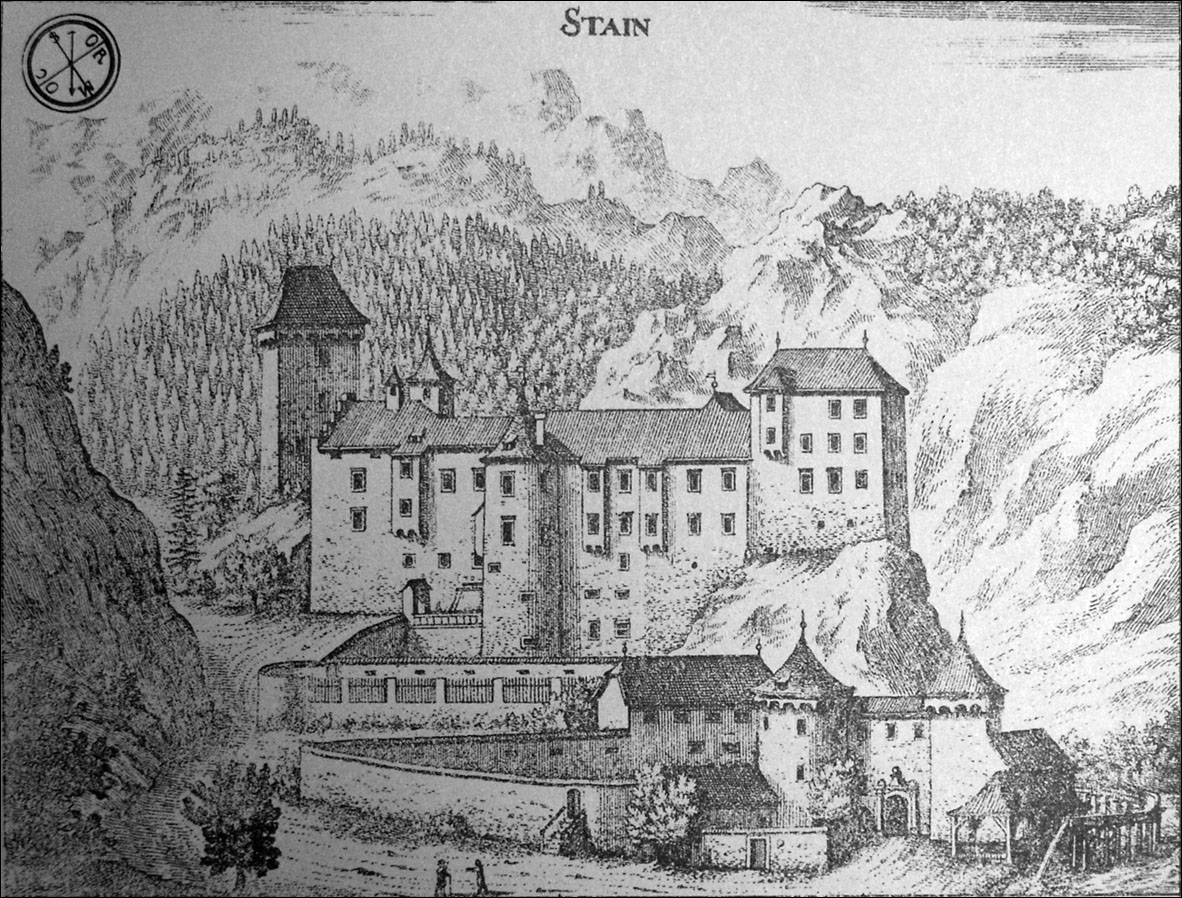
Замок Камен. Автор Янез Вайкард Вальвазор. Дата 1689.

#### Пляма (XII століття)
Пляма (Англ.м. Kamen, Нім.м. Stein, Stain)
Замок знаходиться біля поселення, в долинні Драга. Зараз від замку залишилися тільки руїни.
Перша згадка про замок була у 1185 році. У 1263 році замок згадали під назвою — CASTRUM Lapis (Англ.м.). У 1350 році, замок перейшов у володіння графства Ортенбург, під назвою Stain (Нім.м.). Замок відігравав життєво важливу роль у захисті земель у долині Бохінь та Верхньої Сави.
У 1418 році замок перейшов до графа Германа II, і у 1456 році у спадщину Австрійському дому Габсбургів.

#### Каченштайн (XV століття)
Каченштайн (Нім.м. Kacenštajn)
Замок розташованний у центрі поселення.
У Королівстві Югославія замок використовувався як жіноча в'язниця. Під час Другої світової війни замок був захопленний німецьким гестапо, замок використовували як верхньо-карнійський штаб. Після війни в поселенні діяв югославський трудовий табір для політв'язнів.

### Братські могили
У поселенні є кілька масових заховань часів Другої світової війни. Під час війни в замку Камен німці тримали 12,134 заручників; 1 282 ув'язнених було вбито, а інших депортовано до нацистських концентраційних таборів, таких як Маутгаузен. 
Масові могили замучених і розстріляних словенців розташовані в меморіальному парку та в долині Драги за 1,6 кілометра на схід від центра поселення. 

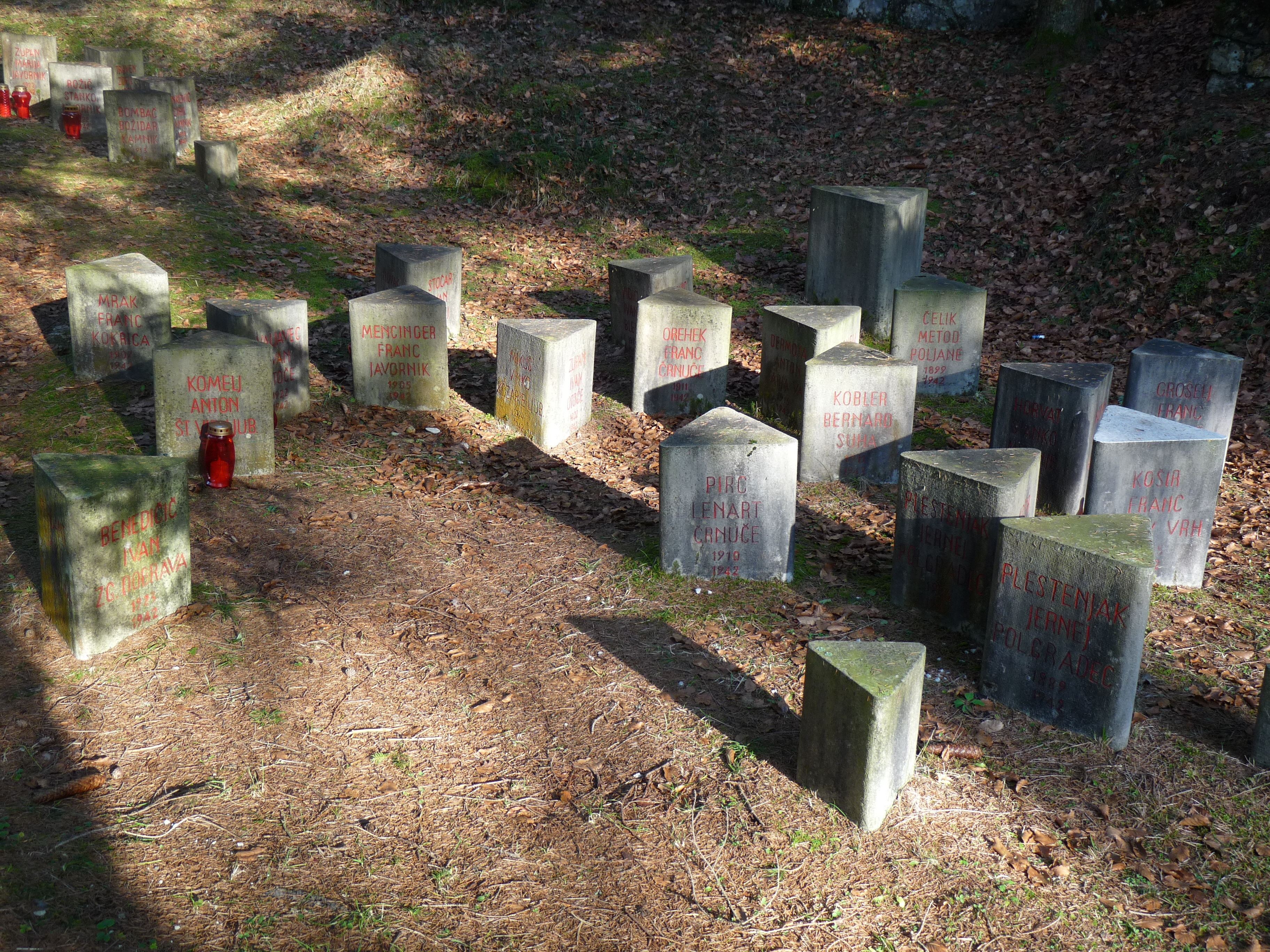
Массова могила в долині Драга

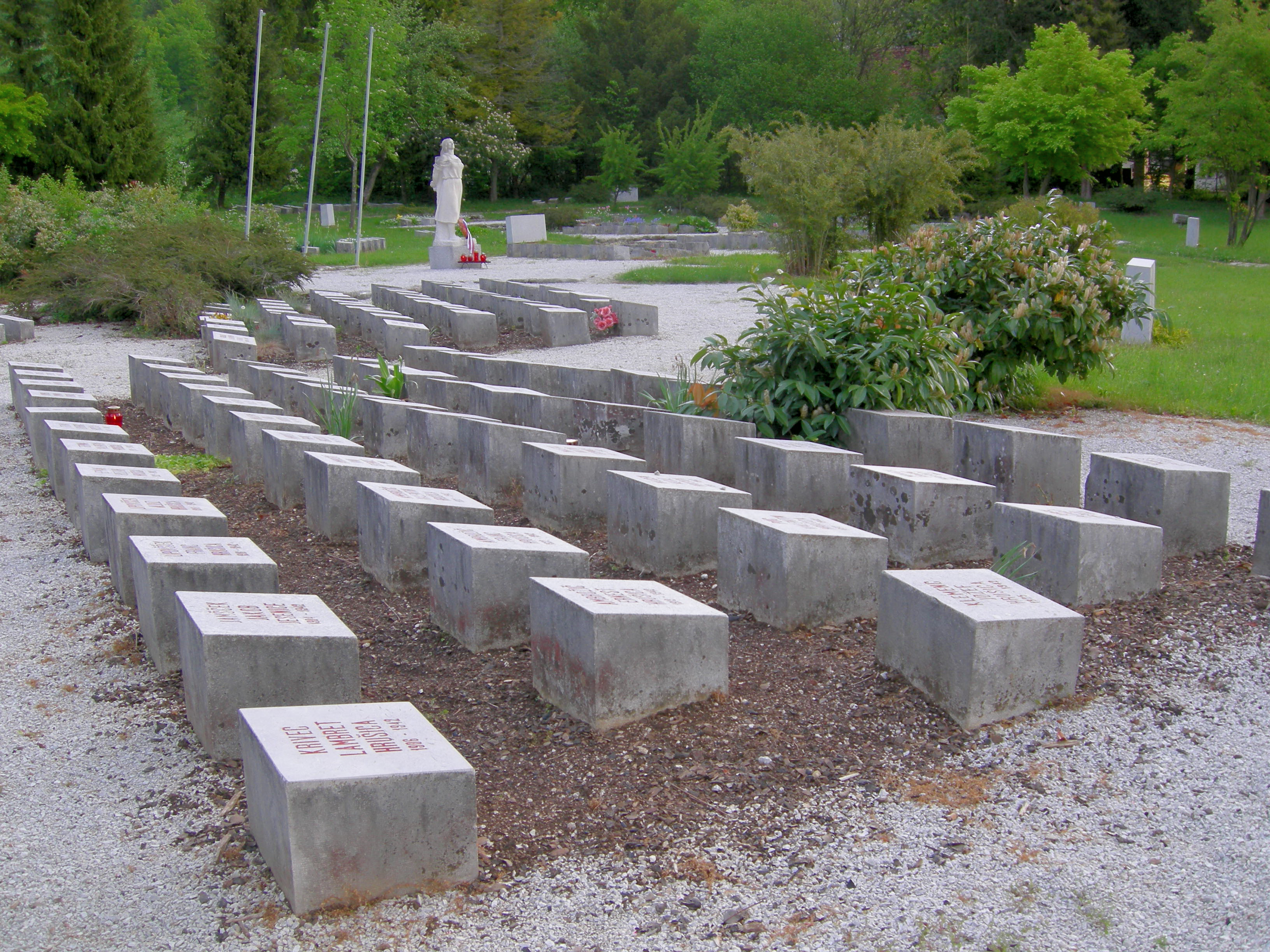
Массова могила у меморіальному парку

Одразу після Другої світової війни в результаті розстрілів комуністами було створено шість відомих братських могил. На північ від поселення розташовані масові могили Крпінської ями 1 та 2 (Словен.м. Grobišče peskokop Krpin 1, 2 ).
На північ від поселення розташовані масові могили Кріпінського гірськолижного схилу 1–3 (Словен.м. Grobišče smučišče Krpin 1–3); перша та друга знаходяться в зоні для пікніка за навісом, а третя на рівній землі позаду гірськолижного схилу.
Братська могила Мазевець-Кревасс (Словен.м. Grobišče Mazevčev pruh) розташована на північ від замку Камен, на краю кар’єру під великим ялиною. Тут містяться останки німецьких військовополонених з Бегуньє, а також, ймовірно, і цивільних жертв, вбитих 29 травня 1945 року. 

### Церква
Парафіяльна церква присвячена святому Ульріху. Це барокова споруда, вперше згадана в 1403 році. Нинішня форма була створена між 1740 і 1743 роками. Інтер'єр був розписаний Матією Брадашкою (1852 – 1915) у 1894 та 1897. Бічний вівтар, присвячений Богородиці, винесено із замку Каченштайн. 
Церква Святого Петра, побудована в кінці XV - на початку XVI століття, розташована на пагорбі. Фрески були зроблені між 1530 і 1540 роками. 

## Відомі уродженці
- Роман Альбрехт (1921–2006), юрист, член Федеральних зборів СФРЮ та професор університету
- Славко Авсеник (1929–2015), композитор і музикант
- Антон Бонавентура Йегліч (1850–1936), єпископ Любляни
- Іван Каціянар (1491–1539), генерал-губернатор і провінційний губернія
- Стане Крашовець (1905–1991), економіст, університетський професор і член САЗУ
- Якоб Прешерн (1888–1975), письменник

## Галерея
|                        |
| Церква Святого Ульріха |

|                        |
| Церква Святого Ульріха |

|                  |
| Замок Каценштейн |

|                  |
| Замок Каценштейн |

|                 |
| Центр поселення |

|              |
| Долина Драга |

|                               |
| Бегунє-на-Горенськем світанок |

|                                       |
| Логотип гірськолижної компанії "Elan" |

|                                                |
| ресторан "Pri Jožovcu", відомих братів Авсенік |

|              |
| гора Превала |